# 费城76人
費城76人（英語：Philadelphia 76ers），是一支位於美國賓夕法尼亞州費城的NBA籃球隊，分屬於東區的大西洋組，其主場為富國銀行中心球場。費城76人是NBA中的老牌球隊，球隊前身為國家籃球聯盟（NBL）的雪城國民（Syracuse Nationals），成立於1946年，隨著國家籃球聯盟與美國籃球協會（BAA）的合併，於1949年加入合併後的NBA。雪城國民於1963年遷至費城，易新名為費城76人。此隊名得名於1776年於費城簽署美國獨立宣言。球隊經常被簡稱為“76人”（Sixers）。

## 队名簡介
费城76人隊的前身是雪城國民隊（Syracuse Nationals）。國民隊是NBA最初的成員之一，球隊於1963年由雪城遷至费城，頂替離開的费城勇士（勇士隊在前一个賽季遷到旧金山），並將隊名改為費城76人。球隊的名字之所以叫做“76人”，是為了向1776年時在费城簽署美国独立宣言的偉人致敬。

## 历史

### 雪城國民隊 (1946-1963)
雪城國民隊成立于1946年，最初是在NBL参加比赛。經過三年的對峙，兩大職業籃球聯盟——NBL和BAA在1949-1950年賽季前終於走到一起，6支NBL球隊加入BAA，其中就包括雪城國民隊，擴充後的BAA联盟正式改名为NBA（National Basketball Association，美國籃球協會）。
新联盟非常庞大，包括17支球队，分为3个赛区。锡拉丘兹民族队被分在东部赛区，和纽约尼克斯、华盛顿国会、费城勇士、巴尔的摩子弹、波士顿凯尔特人同区，并由此开始了它和波士顿凯尔特人长达数十年的对抗。民族队初登NBA殿堂就大放光芒，他们在处子赛季取得了51胜13负，是為东部第一名的佳绩。季后赛阶段又接连淘汰费城勇士和纽约尼克斯，与明尼亚波利斯湖人在NBA总决赛中相遇。
民族队该赛季的主场战绩为不可思议的31胜1负，总决赛中又拥有主场优势，这意味着湖人要想夺冠，就必须在民族队的魔鬼主场取得至少一场胜利。总决赛第一场，湖人依靠鲍伯·哈里森（Bob Harrison）四十英尺外的压哨命中，以及乔治·迈肯（George Mikan）的37分，68-66险胜民族队。随后湖人又在主场取得了3场胜利，民族队以总比分2-4被击败，錯失NBA的第一个总冠军。

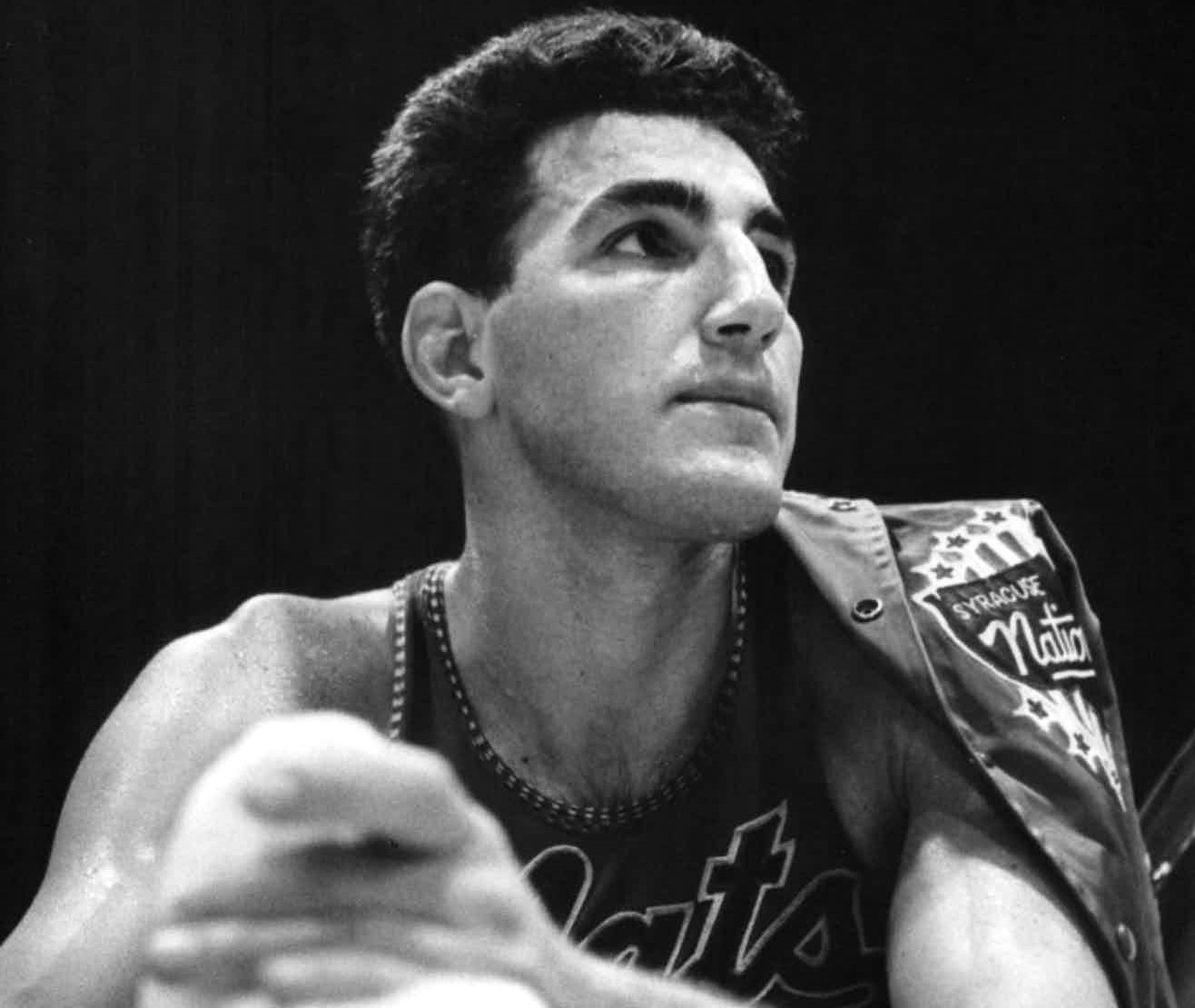
球員時期的多尔夫·谢伊斯

1954-1955年賽季，球队以场均18.5分12.3个篮板的多尔夫·谢伊斯为核心，辅以保罗·希莫尔、乔治·金、约翰尼·科尔等一帮球员，不仅在常规赛中43胜29负排名全联盟第一，季后赛又接连战胜波士顿凯尔特人和韦恩堡活塞，赢得了该队历史上首个NBA总冠军。
民族队时期的领袖是中锋多尔夫·谢伊斯（Dolph Schayes），1949-1950年賽季他场均贡献16.8分，在全联盟排名第6。谢伊斯在1948-1949年賽季才进入隶属NBL时期的民族队，新秀年就有场均12.9分的不俗表现，他是NBA最早具有中远投能力的大个子球员之一，同时内线的身体对抗也非常强悍。在他长达16年的职业球员生涯中，共有13个赛季成为全队的得分王，10个赛季成为全队的篮板王。1964年，谢伊斯退役，担任费城76人队的主教练，1973年4月入选篮球名人堂。

### 費城76人队 (1963-現在)
1963年，民族队迁至宾夕法尼亚州的费城，球队的名字改为“76人”，是为了向1776年时在费城签署美国独立宣言的建國元勛致敬。此前一年费城勇士离开费城前往加利福尼亚州旧金山市。
1963-1964年賽季，除了名字不同之外，新的费城76人队看上去并没有太大的变化。多尔夫·谢伊斯以主教练兼队员的身份打完职业的最后一个赛季；哈尔·格瑞尔场均得到23.3分，连续第三年成为全队的得分王；切特·沃克场均贡献17.3分10.3个篮板；而李·沙菲尔和拉里·科斯特罗两位主力则因伤缺席了将近半数比赛。费城76人队以34胜46负的战绩排名东部第三，勉强晋级季后赛，但在首轮再次以2-3被辛辛纳提皇家队淘汰。

#### 威尔特·张伯伦時代 (1964-1968)

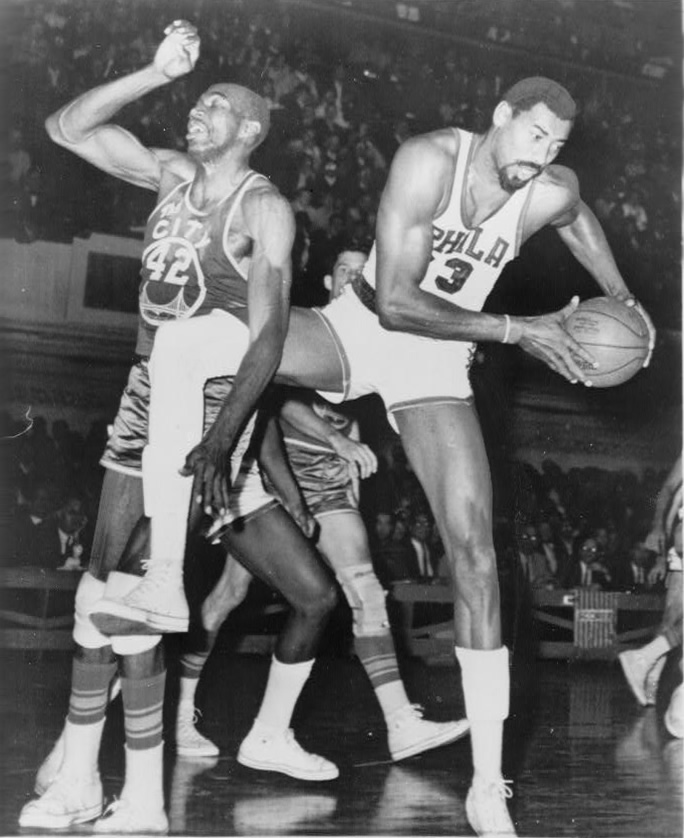
76人時期的威尔特·张伯伦

1964-1965年賽季中段，费城迎回球星威尔特·张伯伦。这位费城本地人随勇士队西迁到旧金山后，虽然神勇依旧，但球迷的支持率却不如人意。勇士队于是决定将威尔特·张伯伦交换出去。得到张伯伦的76人队战力迅速提升，在季后赛首轮3-1击败辛辛纳提皇家队，但次轮和波士顿凯尔特人打满七个回合，最后一场以109-110惜败被淘汰出局。
1965-1966年賽季，是威尔特·张伯伦在76人队完整效力的首个赛季，加上哈尔·格瑞尔、切特·沃克、沃利·琼斯、新秀比利·康宁汉姆等人的辅佐，76人队已经具备终结波士顿凯尔特人7连冠记录的实力，但张伯伦该赛季场均得到33.53分，尽管连续第七年成为联盟得分王，不过却是他进入NBA以来得分最低的一个赛季。进攻趋于平衡的76人队在最后11场常规赛中取得全胜，以55胜25负一场的优势领先波士顿凯尔特人，排名全联盟第一。季后赛阶段，76人因为种子排名无需参加首轮淘汰，而当3-2艰难击败辛辛纳提皇家队过关的波士顿凯尔特人在东部决赛中相遇时，已经休息了整整2周时间。过长的休息消磨了76人队的锐气，最终以1-4惨败给波士顿凯尔特人。
1966-1967年賽季，前锡拉丘兹民族队的主帅亚历克斯·汉纳姆取代多尔夫·谢伊斯，执教费城76人队。汉纳姆要求威尔特·张伯伦更多地传球，更少的投篮，结果张伯伦该赛季场均仅得到24.1分，8年来首次和联盟得分王无缘。但其个人效率却也因此大大提高，68.3%的投篮命中率排名全联盟第一，场均24.16个篮板蝉联篮板王，同时还以场均7.8次助攻排名助攻榜第三。最终球队以常规赛68胜13负的战绩打破NBA的历史记录，在季后赛中先后击败辛辛纳提皇家队、波士顿凯尔特人队后，闯入该赛季的总决赛，并以4-2击败旧金山勇士，第二次夺得总冠军。
1967-1968年賽季，球队的表现依旧傲人，常规赛62胜20负高居全联盟第一。威尔特·张伯伦不仅以场均24.3分排名全联盟第5，同时还有场均23.8个篮板8.6次助攻的惊人表现，包揽了篮板王和常规赛MVP两项殊荣。然而季后赛东部决赛，76人队在3-1大比分领先的情况下连输3场，被比尔·拉塞尔领衔的波士顿凯尔特人队实现惊天大逆转，以3-4痛失卫冕良机。

#### “J博士”時代 (1976-1987)

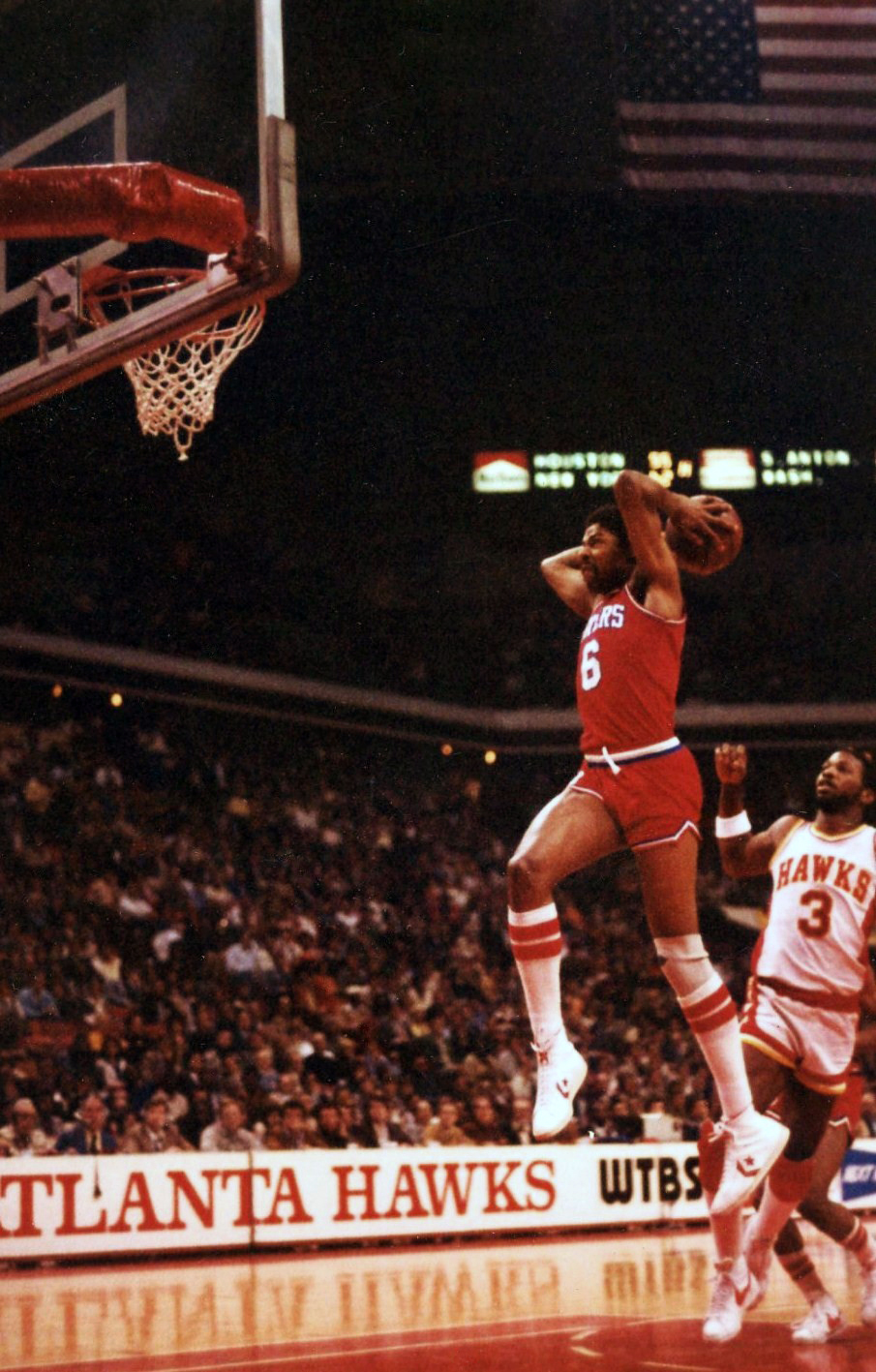
“J博士”朱利叶斯·欧文

1976-1977年赛季，在拥有朱利叶斯·欧文和财大气粗的老板后，76人队开始强势反弹，常规赛的50胜32负以东部第一的排名进入季后赛。季后赛阶段，76人先是4-3力克卫冕冠军波士顿凯尔特人，随后又4-2击败拥有鲁迪·汤姆贾诺维奇、卡尔文·墨菲、摩西·马龙等名将的休斯敦火箭，历经10年后重回总决赛。但在总决赛上费城76人队被波特兰开拓者以2-4击败，无缘总冠军。
1977-1978年赛季初期，76人队2胜4负表现令球迷失望，比利·康宁汉姆接替基恩·舒担任主教练。康宁汉姆上任后带领球队打出一轮14胜1负的佳绩，最终以常规赛55胜27负蝉联了东部第一的宝座。季后赛首轮，76人队4-0横扫纽约尼克斯，但在东部决赛中面对拥有内线“WE”（韦斯·昂塞尔德和埃尔文·海耶斯）超级组合的华盛顿子弹，以2-4败下阵来。
1978-1979年赛季，76人队的战绩略有下滑，47胜35负排名东部第3。季后赛首轮，以2-0战胜新泽西网，但随后在半决赛中3-4惜败于乔治·格文领衔的圣安东尼奥马刺，止步于第二轮。
1979-1980年赛季，球队领袖朱利叶斯·欧文场均26.9分、7.4个篮、4.6次助、2.2次抢、1.8个封盖的全面表现，76人队在常规赛中取得59胜23负的佳绩，仅仅落后于61胜的波士顿凯尔特人排名东部第二。在季后赛中，76人队先后淘汰华盛顿子弹、亚特兰大老鹰和波士顿凯尔特人，晋级总决赛，在总决赛不敌洛杉磯湖人。
1980-1981年赛季，76人队在常规赛的成绩为62胜20负，朱利叶斯·欧文凭借场均24.6分、8.0个篮板、4.4次助攻、2.1次抢断、1.8个封盖的优异表现，当选为常规赛MVP。不过在季后赛东部决赛，76人队在前4场3-1领先的大好形势下，被波士顿凯尔特人连扳3场实现惊天大逆转，而这3场比赛加起来76人队仅仅输了5分。
1981-1982年赛季，76人队在常规赛取得58胜24负的战绩，在63胜的波士顿凯尔特人之后排名东区第二。季后赛阶段，接连淘汰亚特兰大老鹰和密尔沃基雄鹿，与波士顿凯尔特人连续第三年在东部决赛相遇。这一次费城76人队又是在3-1领先的形势下被开凯尔特人扳成3-3平，不过关键的第七场比赛120-106取胜，杀进总决赛，但在总决赛以大比分2-4再次不敌洛杉磯湖人。

##### 摩西·马龙及“查尔斯爵士”強勢加盟

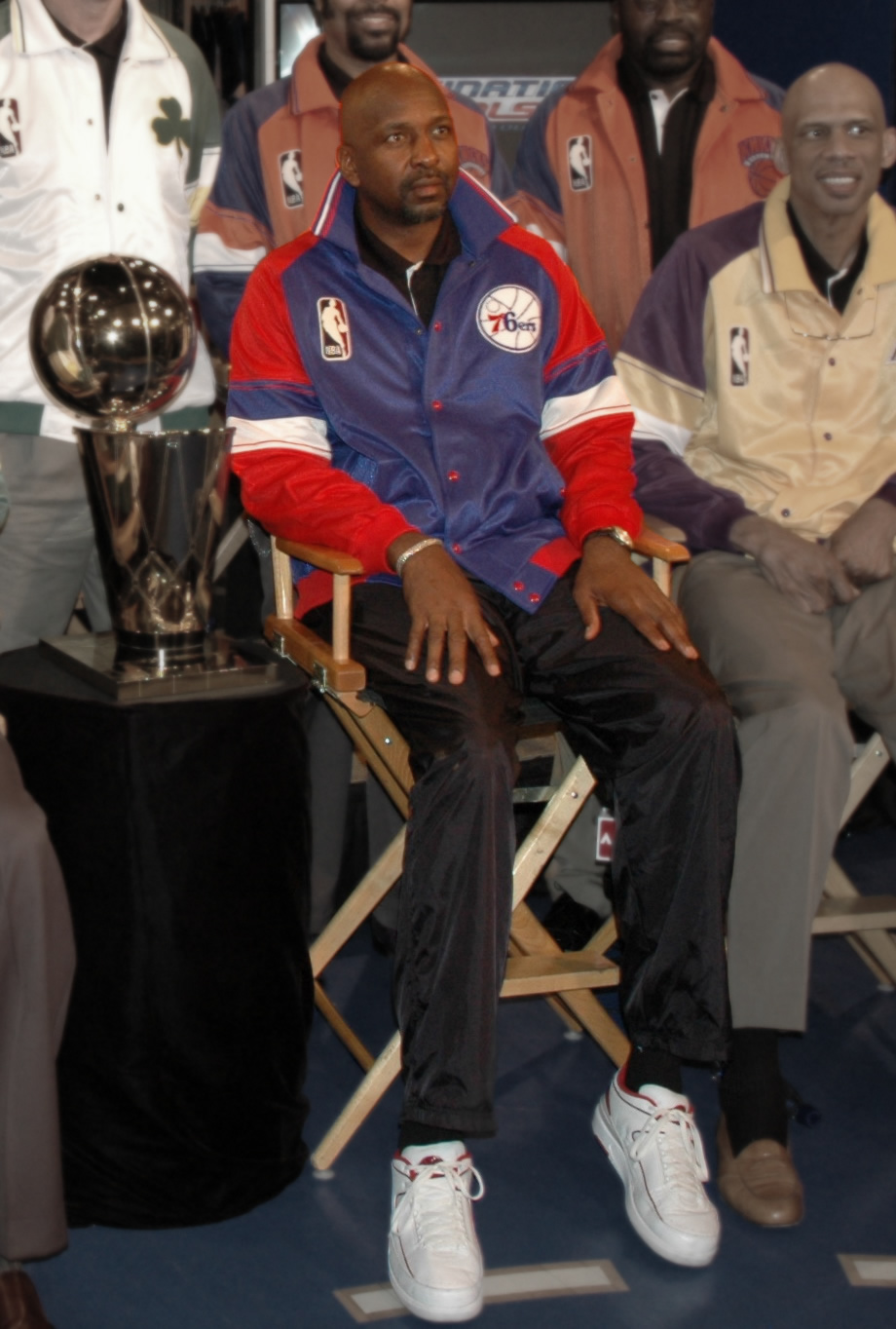
摩西·马龙 (Moses Malone)

1982-1983年赛季，76人队引进了休斯敦火箭的超级中锋摩西·马龙，使得这个赛季球队的阵容空前鼎盛，球队的5名主力是：控卫莫里斯·奇克斯（场均12.5分，6.9次助攻，2.3次抢断）、分卫安德鲁·托尼（场均19.7分，4.5次助攻）、小前锋朱利叶斯·欧文（场均21.4分，6.8个篮板，3.7次助攻，1.6次抢断，1.8个封盖）、大前锋鲍比·琼斯（场均9.0分，4.6个篮板）、中锋摩西·马龙（场均24.5分，15.3个篮板，2.0个封盖）。76人队在该赛季常规赛中取得65胜17负，高居全联盟之首，摩西·马龙蝉联常规赛MVP。在季后赛，76人队三轮比赛中分别以4-0，4-1，4-0的大比分横扫纽约尼克斯、密尔沃基雄鹿和洛杉磯湖人，继1967年后重奪总冠军的王座，而12胜1负创造了NBA季后赛夺冠的一个新记录。
1983-1984年赛季，卫冕冠军的76人队状态有所下滑，在常规赛取得52胜30负排名东部第二，比62胜的波士顿凯尔特人落后了整整10场。季后赛首轮，76人队被正处于上升期的新泽西网以2-3早早淘汰。
1984年NBA选秀中，76人队在第5选秀位得到了查尔斯·巴克利（人稱「惡漢」或者「查爾斯爵士」）。巴克利身高仅1米98，体重却有252磅，中投强攻传球样样拿手，在大前锋的位置上大放异彩。在巴克利、马龙和欧文的带领下，76人队在1984-1985年赛季取得58胜24负的佳绩，虽然落后59胜的雄鹿一场排名东区第3，但在季后赛东部半决赛中以4-0横扫密尔沃基雄鹿，证明了自己比对手更为强大。但在东部决赛，76人队被波士顿凯尔特人以1-4轻取淘汰出局，无缘总决赛。
1985-1986年赛季，76人队的常规赛战绩是54胜28负，依旧在东部落后于波士顿凯尔特人和密尔沃基雄鹿。主力后卫安德鲁·托尼由于疲劳性骨折报销了整个赛季，更严重的是在季后赛开始前，球队核心摩西·马龙也受伤高挂免战牌，新教头马特·古科斯只能看着球队在季后赛第二轮3-4惜败给密尔沃基雄鹿却无可奈何。
1986-1987年赛季，76人队依旧没能摆脱困境，球队把摩西·马龙、特里·卡特莱奇和两个选秀权送到华盛顿子弹，换来两名大个子球员杰夫·鲁兰德和克里夫·罗宾逊，但是杰夫·鲁兰德严重的膝伤却毁掉了剩余的职业生涯。安德鲁·托尼伤愈归来，不过状态已经大打折扣，从克利夫兰骑士转会来的内线罗伊·辛森表现也是令人失望。76人队该赛季常规赛45胜37负，勉强保住大西洋赛区第二的位置，这完全应该感谢查尔斯·巴克利的杰出贡献，场均得到23.0分、14.6个篮板、4.9次助攻，3项数据均为其个人职业生涯的新高。在季后赛首轮，76人以2-3被雄鹿早早淘汰。
1987-1988年赛季开始前，朱利叶斯·欧文宣布退役。

#### A.I.時代 (1996-2006)

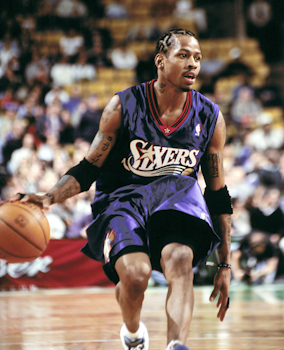
阿伦·艾弗森 (Allen Iverson)

1996-1997年赛季，1996年NBA选秀的状元阿伦·艾弗森到来后迅速成为联盟中最令人激动的球员之一。阿伦·艾弗森拥有无匹的速度，令人眼花缭乱的运球过人，以及随心所欲的得分能力。尽管76人队该赛季的战绩依旧是糟糕的22胜60负，不过阿伦·艾弗森的表现值得球迷和球队相信。赛季结束后，阿伦·艾弗森当选为年度最佳新秀。
1997-1998年赛季，76人队的进步有目共睹，常规赛31胜51负，尽管还是无缘季后赛，但已经开始取得一些令人兴奋的胜利。阿伦·艾弗森延续着新秀赛季的强势表现，场均得到22.0分、6.2次助攻、2.20个抢断，而命中率也从上一赛季的41.6%上升到46.1%。德里克·科尔曼场均贡献17.6分、9.9个篮板，两项数据在球队中分列第二和第一。
1998-1999年赛季，NBA由于劳资纠纷而导致赛程缩水，然而对76人队而言该赛季却有着特殊意义，球队在常规赛中取得28胜22负，8年来胜率首次超过50%，并且以东部联盟第六名重回阔别已久的季后赛。阿伦·艾弗森是球队的首功之臣，场均得到26.8分、4.6次助攻、4.9个篮板、2.3次抢断，不仅入选了NBA最佳阵容一队，还成为NBA的新科联盟得分王。在季后赛阶段，76人首轮3-1击败奥兰多魔术，不过在第二轮中被雷吉·米勒率领的印第安纳步行者以4-0淘汰。
1999-2000年赛季开始后不久，阿伦·艾弗森就因为右拇指骨折缺席了10场比赛，不过其他队友很好地弥补了其的位置，在这10场比赛中取得6胜4负。而阿伦·艾弗森也在伤愈归来后迅速找回进攻的手感，从12月15日回来后的第二场比赛开始，连续22场比赛得分列全队之首。最终76人队在该赛季常规赛中最终取得49胜33负，以东部联盟第四名的身份连续第二年跻身季后赛。在季后赛中76人的表现和上一赛季如出一辙，首轮以3-1淘汰夏洛特黄蜂，但随后以2-4负于印第安纳步行者。
2000-2001年赛季，从第一场对阵纽约尼克斯101-72大胜起，76人队取得10连胜的开局，创造了球会队一个新的历史记录。但在12月份，主力球员埃里克·斯诺和阿伦·艾弗森相继因伤缺席，给排兵布阵带来极大困难，可是球队取得客场13连胜。2001年4月6日，76人队在对克利夫蘭骑士的主场比赛中以96-88获胜，锁定了大西洋赛区头名的位置，自1989-1990年赛季后重新获此殊荣。最终在常规赛中取得56胜26负的佳绩，以东部联盟第一的身份昂首进入季后赛。在季后赛中球队的表现同样令人激动，首轮以3-1战胜印第安纳步行者，报了前两赛季被对手淘汰出局的宿怨，随后又以两个4-3涉险击败多倫多猛龙和密尔沃基雄鹿，自1983年后首度杀回总决赛，但在总决赛76人队被洛杉磯湖人以1-4击败，屈居亚军，不過也讓如日中天的湖人嚐到唯一一敗，此戰更是艾弗森的代表戰之一，整個費城一夜間沸騰。76人队在赛季结束后荣膺四项大奖，创造了NBA的一个新记录：阿伦·艾弗森当选常规赛MVP，拉里·布朗当选年度最佳教练，迪肯贝·穆托姆博当选最佳防守球员，阿隆·麦凯当选最佳第六人。
2001-2002年赛季，球队的战绩有所下滑，在常规赛的成绩仅为43胜39负，排在东部联盟第六名。虽然进入季后赛，但在首轮被早早地被淘汰出局。
2006年12月5日，阿伦·艾弗森向76人队管理层发出最后通牒：“找到可以帮助我的球员，或者交易我”。两周后，球队挣扎在5胜19负战绩和12连败中，決定将阿伦·艾弗森交易到丹佛掘金，换来了后卫安德烈·米勒、前锋乔·史密斯和两个未来的首轮选秀权。

#### 小A.I.時代 (2006-2012)

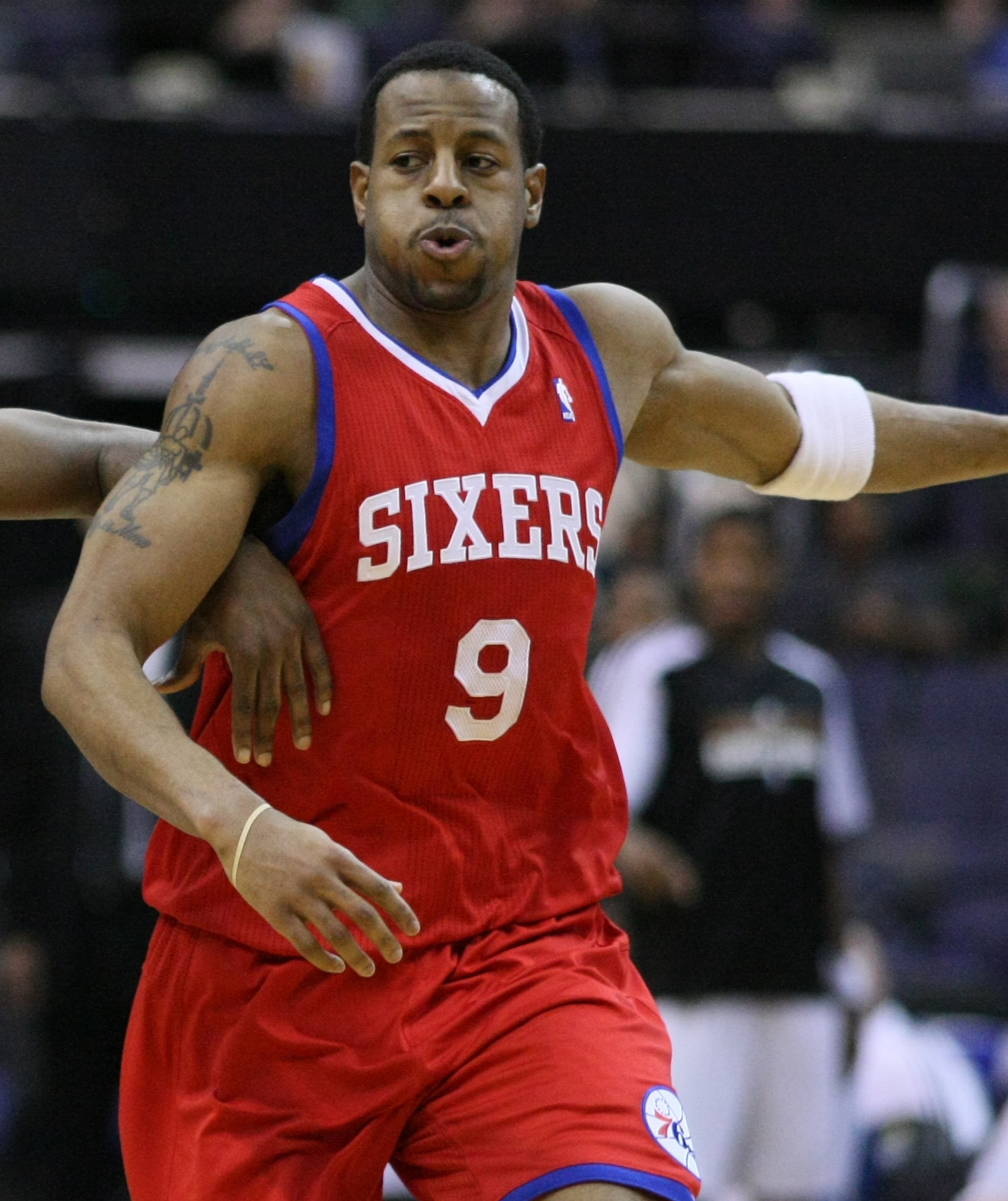
安德烈·伊格达拉 (Andre Iguodala)

2004-2005年赛季76人队继续着球队的改建，原波士顿凯尔特人主教练吉姆·奥布莱恩(Jim O'Brien)加盟费城76人执掌教鞭。在2004年NBA選秀以第9顺位摘得安德烈·伊格达拉，他是一位天赋超群的锋卫摇摆人，加盟後與阿伦·艾弗森組成「雙AI聯線」。
2006-2007年赛季，艾弗森的交易完成后76人队的表現煥然一新，在安德烈·伊格达拉的带领先连胜波士顿凯尔特人和纽约尼克斯。随着1月份的到来，新球员开始适应球队的体系，76人队打出了比交易前更好的成绩，他们取得7胜10负，其中包括1月2日客场108-97击败了丹佛掘金，阿伦·艾弗森在那场比赛面对老东家拿到30分，不过在最后一分钟被驱逐出场。随着赛季的进行76人队越打越好，在2月底和3月初打出令人惊讶的7连胜，在三月和四月份都取得了胜多负少的成绩，以35胜47负爬上了分区第三名。
2009-2010年赛季，76人队取得了常规赛27胜55负的成绩惨淡收场，三年来首次失去进军季后赛的资格。球队整个赛季动荡不堪，除了伊格达拉以外几乎没有一名球员能够有稳定的发挥，最终只取得东部联盟第13名。

#### 老八傳奇
2012年5月，76人隊淘汰第一種子芝加哥公牛成為NBA歷史上第五支第八種子球隊晉級第二輪比賽，亦是於2003年NBA首輪改為七戰四勝制後第三支以第八種子淘汰第一種子的球隊。安德烈·伊格达拉在關鍵戰終場前2.2秒兩罰兩中，全場得到20分7次助攻，幫助球隊以4-2淘汰對手，創造了NBA歷史上第五次的「老八傳奇」。次輪遇上連續五季大西洋組冠軍的波士頓塞爾提克，76人隊苦撐到第七戰，最終以總比分3–4遭波士頓塞爾提克淘汰，無緣闖進東區冠軍賽。

#### 山姆·辛基的重建深淵(2013~2016)
2012-2013年赛季，76人打出34勝48敗成績在大西洋組排名第四最終也無緣進季後賽，2013年4月18日科林斯宣布辭去76人隊主教練，據宣布他將留在球隊擔任顧問。
2013年8月14日，76人找來聖安東尼奧馬刺隊助理教練布莱特·布朗擔任費城76人隊的第24位主教練。
繼令人失望的2012-13賽季，76人宣布，他们已经聘请山姆·辛基为新任总裁兼总经理，選擇了重建專營權的方向移動。這個新計劃於2013年選秀開始，在此期間，76人和紐奧良鵜鶘同意交易朱·霍勒迪、第42順位選秀權、皮埃爾·傑克遜，換取諾倫斯·諾爾和2014第一輪選秀權。諾爾來到他第一個NBA全明星賽賽季，但他在大學有交叉韌帶損傷康復遭遇，因而強烈表示自己將無法對76人做出即時的影響，所以這個季節球隊無法立即顯現交易的功效。另外七六人使用第11順位選秀權選擇麦可·卡特-威廉斯，接替霍勒迪成為球隊的新控位。卡特-威廉斯來到76人立刻展現出全能的表現，場均17+6+6順利奪得新人王。
隨著朱·霍勒迪的交易，最顯著的是安德魯·拜納姆與76人的簽約，但他到費城後便因傷休假，沒有為76人打過一場比賽。在2014年2月20日交易截止日前球隊把斯賓塞·霍伊斯交易到克里夫蘭騎士，埃文·特納和拉沃伊·阿伦則交易到印第安那溜馬。
76人在2014年3月15日對灰熊以77：103慘敗後追平隊史1972-73 NBA賽季創下的20連敗，甚至吞下平NBA第2長連敗紀錄的23連敗。76人面對馬刺以91：113苦吞25連敗差一敗平克里夫蘭騎士創下的26連敗難堪紀錄。76人面對休士頓火箭以98：120吞下26連敗平克里夫蘭騎士在2010-11 NBA賽季創下的26連敗。直到在主場面對底特律活塞，76人靠著球隊發揮情況下123：98大勝，也終止最近26連敗也避免刷新聯盟最長連敗紀錄。
2014年，76人選進以哈基姆·奧拉朱旺為模板的喬爾·恩比德，原本是狀元大熱門的他，不幸在選秀前受傷，到了2016年才有痊癒跡象，進到球隊兩年從沒上過一場比賽，使得76人淪為笑柄。該年76人的亮點當屬Tony Wroten，第一場先發便拿到大三元，痛宰火箭隊，之後一直是球隊得分王，可惜最終逃不過受傷的命運，從此一蹶不振，於2016年初遭到解雇。
2015年夏天，76人以第一輪第三順位，選進來自杜克大學的賈利爾·奧卡福。
2015~2016年球季，76人吞下開季18連敗，追平紐澤西籃網（現布魯克林籃網）在2009-10年創下的開季18連敗NBA紀錄。加上上季末10連敗，76人跨季28連敗，是北美團隊職業運動史上跨季最長連敗紀錄(後來被OWL的上海龍以跨季42連敗超越)。美式足球NFL的坦帕灣海盜，在1976、77年之間連吞26敗，而76人自己則在2013到14年球季另有1次26連敗紀錄。不過惡夢也有結束的一天，台灣時間12月2日，76人擊敗洛杉磯湖人隊，終於拿下本季首勝。
76人於2015年12月7日，在自家主場以68比119被馬刺隊血洗，吞下隊史主場最慘敗。當天賽前76人宣布，聘請美國籃協主席Jerry Colangelo擔任球隊的籃球事務部主席，但上任第一天，他就親眼目睹球隊吞下隊史主場輸分最多的比賽。
2015年12月13日，76人在客場以76比96輸給多倫多暴龍，吞下6連敗以及跨季19連敗。
開季前26場比賽，76人的戰績1勝25負。這個成績也追平1970-71賽季騎士創造的前26場的歷史最差戰績，那個賽季的騎士最終戰績僅為15勝67負。
2015年12月22日，76人以90-104敗給曼非斯灰熊，戰績掉到1勝29負，淪為第1支NBA開季30場比賽輸了29場的隊伍。
2015年12月16日，76人以111-104戰勝鳳凰城太陽，終結12連敗、客場跨季22連敗、客場18連敗。
2015年12月18日，德安東尼與76人簽下了合約，作為布莱特·布朗的助理總教練。
2015年底，76人將控球後衛伊什·史密斯交易回費城，在場均超過10分以及助攻5以上的優秀表現下，球隊多了一個穩定得分點，表現也漸有起色，雖然仍是輸多贏少，但相對於上半季，戰績大為改善。此時球隊主要由伊什·史密斯、諾倫斯·諾爾這對龍兄虎弟帶領，兩人合作無間，默契十足，展現極佳的配合能力；再加上進攻單打能力極強的探花郎賈利爾·奧卡福，讓對手感到更多壓力；可惜每到關鍵時刻，往往又陷入單打獨鬥的局面，要結束萬年重建之路，還有許多問題要改善。
2016年1月26日，76人113-103擊敗太陽，奪下第七勝，擺脫創下NBA最爛戰績的命運，追平夏洛特山貓隊的紀錄。
2016年1月30日，76人打出一場振奮人心的比賽；面對全NBA最強的金州勇士隊，76人緊咬不放，雖然比賽剩下3分45秒時，還落後勇士13分，但隨後他們讓勇士整整3分鐘攻不下任何分數，並以一波15比2攻勢，在比賽剩下22秒時追平比數。最終勇士靠著哈里森·巴恩斯在比賽剩下0.4秒時飆進的三分球，才驚險以108比105獲勝。賽後勇士總教練史蒂夫·科爾表示:"這場比賽我們應該輸球，最後是幸運逃過一劫。"76人全隊有七人得分達雙位數，以賽亞·卡南替補攻下18分，包括比賽最後40秒的4分1抄截；伊什·史密斯繳出16分9助攻4抄截成績，在比賽剩下22秒時追平比數；賈利爾·奧卡福攻下13分；羅伯特·科溫頓攻得12分13籃板。儘管最後仍以3分之差飲恨，但總教練布郎認為：「這讓大家看到，我們不會放棄，不退縮。」
2016年2月6日，在賈利爾·歐卡佛22分17籃板帶領下，76人103:98打敗布魯克林籃網，避免追平NBA最爛的7勝紀錄。

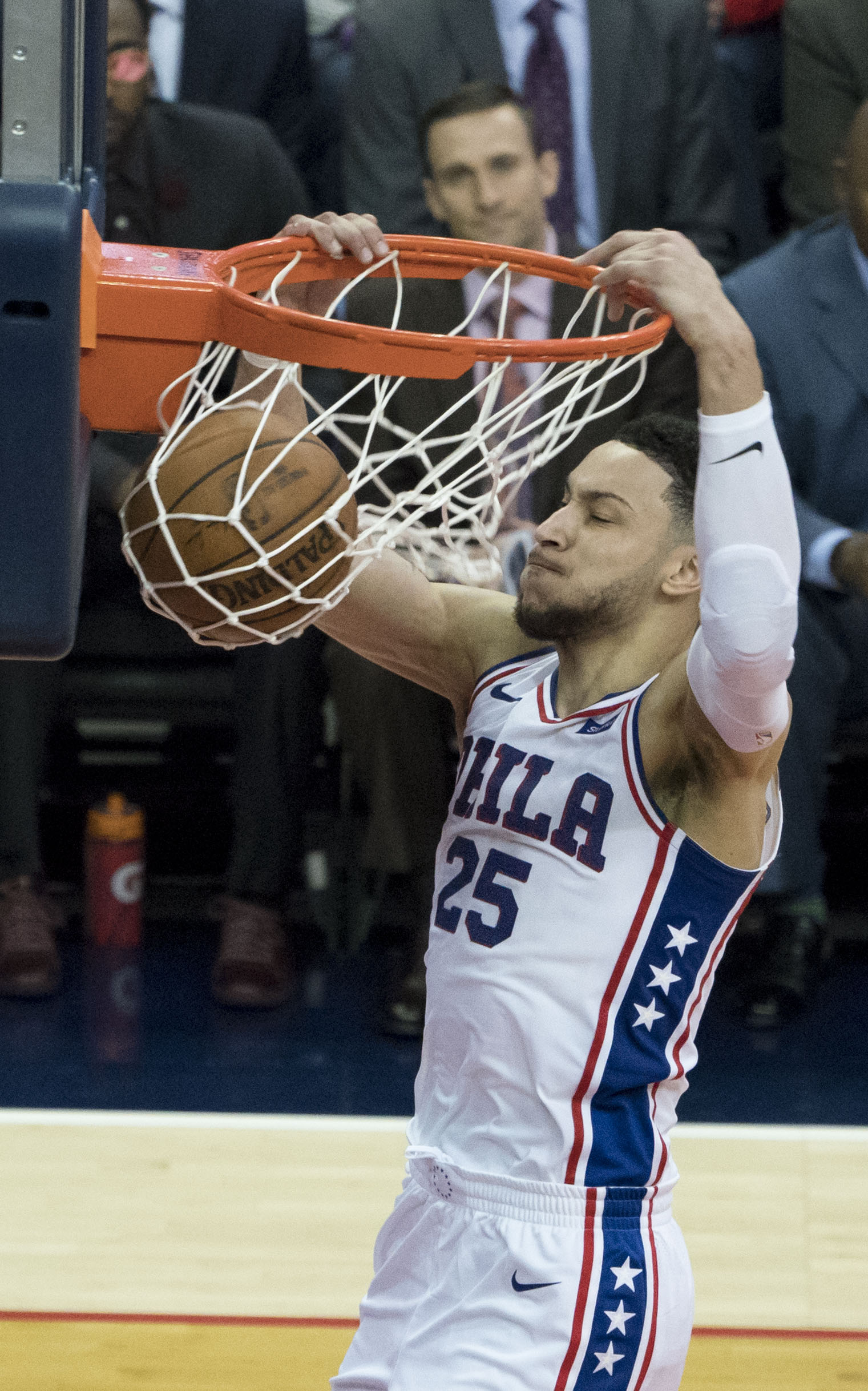
班·西蒙斯

2016年2月29日，76人敗給巫師，連續4季無緣季後賽。
2016年4月6日，76人季末的一大目標終於達成，靠著板凳卡尔·兰德里的22分貢獻，最終107比93擊敗鵜鶘終止12連敗，更避免追平NBA例行賽82場的最低勝率紀錄。勝敗關鍵在2、3節，期間76人打出67比44猛烈攻勢奠定勝基。至此76人拿下本季第10勝，確定不會追平他們在1972-73年所締造NBA史上單季82場例行賽9勝73敗的最低勝率紀錄。
例行賽結束前夕，76人管理層發生重大變動，總經理辛基(Sam Hinkie)宣布辭職，並同時卸下籃球事務營運總裁的職位；他在位這四年，球隊僅拿到47勝195負，雖然成功幫球隊爭取到三位優秀球員(Nerlens Noel、恩比德、奧卡福)，但他們都因傷所苦，恩比德甚至到球隊兩年一場比賽都沒打，而且這三人都是中鋒，日後怎麼安排上場是一大問題，至於外線似乎沒打算認真補強。
新的總經理由拜倫·科兰杰洛擔任。他的父親Jerry Colangelo在本賽季早些時候已被聘為籃球運營部主席，但老科朗吉洛從角色上退下來後，由他兒子接替Sam Hinkie的球隊總管職位。

#### 隧道的出口(2016-17)
在前任總經理鬼神般的安排下，76人毫無意外的奪得狀元籤，選中了班·西蒙斯。儘管這位狀元郎也毫無意外的整季報銷，不過習以為常的球迷們並不氣餒，因為恩比德回來了。這位來自喀麥隆的中鋒在球隊刻意保護的策略下，不斷繳出令費城球迷讚嘆的表現。雖然獨木難撐大廈，至少已經將陽光帶進被烏雲籠罩多年的費城了。
2017年選秀會，手握狀元籤的76人選到了馬基爾·富斯，但在交易大限最後一天把完整參與重建的汗馬功臣諾倫斯·諾爾賤賣到達拉斯小牛，引來無數球迷批評。

#### 雙星閃耀，照亮未來(2017-)

##### 2017-18賽季

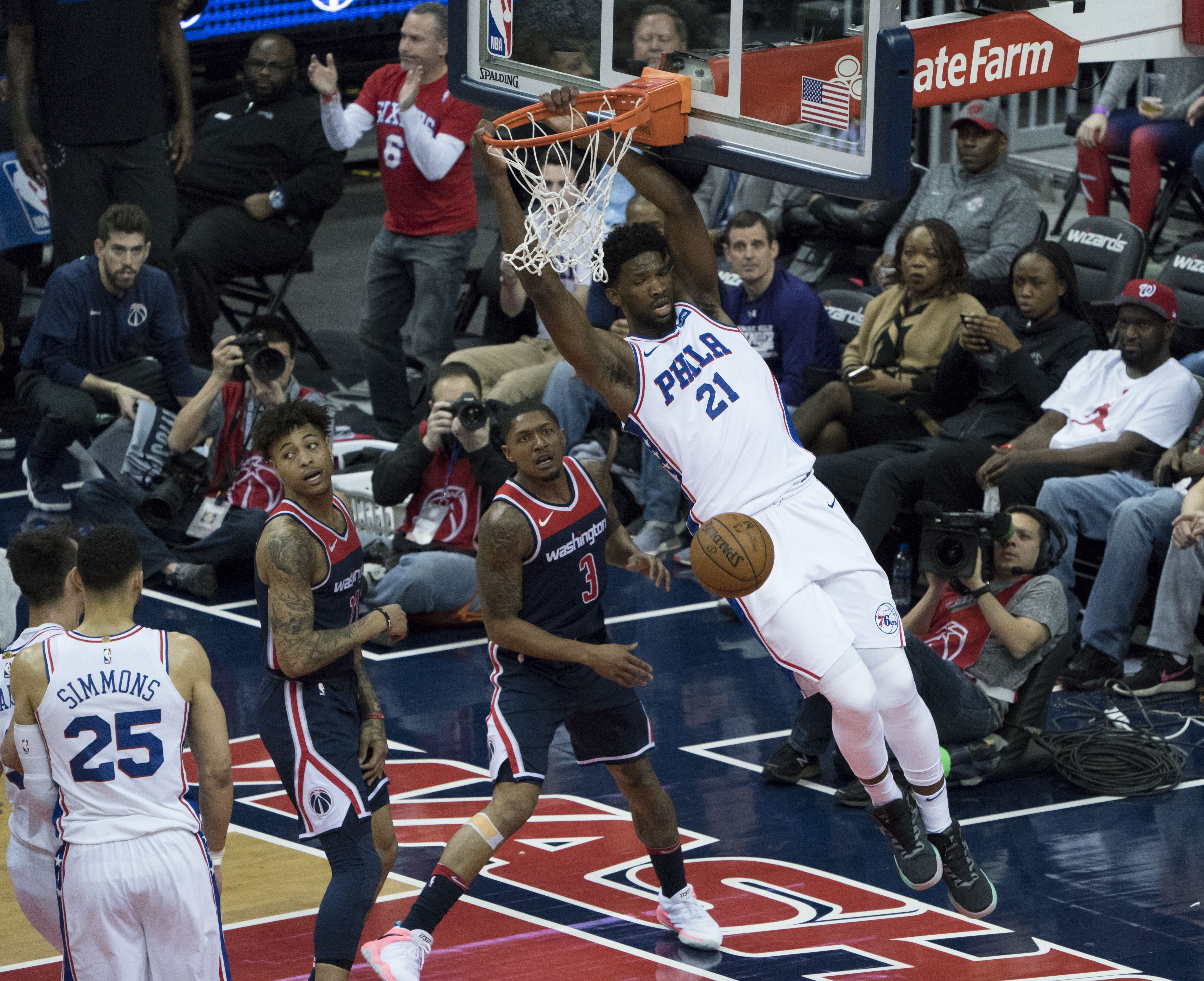
恩比德在比賽中灌籃。

2017年七月與後衛瑞迪克簽了1年2300萬的合約，另外剛與老鷹買斷的马尔科·贝里内利也以一份老將底新合約加盟。
雖然在開幕戰不敵主場作戰的巫師，許多人認為他們是充滿天賦並受期待的一支球隊。而以班·西蒙斯和恩比德為主軸的他們，也沒讓看好他們的人失望，加上其他角色球員的全力輔佐，76人不僅嚐到睽違已久的季後賽滋味，甚至用一波瘋狂的16連勝關門，躍升第3種子，也將騎士踢到第4種子。
在確定晉級季後賽後，費城突然流行著一款76人的復古LOGO：一條蛇纏繞著自由鐘 ，稱為「費城團結」。這個典故是出自美國國父之一本傑明·富蘭克林繪製的漫畫 「Join, or Die.（合則共榮，分則各亡）」 。
季後賽首輪碰上第6種子的邁阿密熱火，76人率先開張，但熱火在閃電俠帶動下，G2燒斷了他們的17連勝，不過接下來在大帝戴著面罩回歸，並在禁區比下熱火白邊後，76人連下3城，以4：1撲滅熱火，晉級東區準決賽。
然而，面對血戰7場才出線的綠衫軍，76人的天分完全無處發揮，處處受綠衫軍的作戰經驗與團結作戰限制，加上綠衫軍的年輕主帥戰術出色，76人陷入0：3的絕對落後。雖然靠著G4的迴光返照躲過橫掃，G5還是無力回天，以1：4放暑假。
留級一年的班·西蒙斯，不僅是獨特的高控衛，不投外線的特殊球風更讓人津津樂道，也讓他成為年度新人王的熱門人選，但在綠衫軍面前他的缺陷完全被放大痛打，G2更遭到封印僅得1分。76人已經證明了相信過程，也完成階段性任務，只是想成為爭冠勁旅，還得多做點功課。

##### 2018-19賽季
76人與拜倫·科兰杰洛分道揚鑣，由前76人球員埃尔顿·布兰德擔任總經理。76人與灰狼交易，送出Covington、Saric、Bayless和2022首輪選秀權，以及以換取Kmak和Patton。76人與快艇交易，送出Shamet、Chandler、Muscala、2020自家首輪、2021熱火首輪和兩個二輪，換來Harris、Scott和Marjanovic。76人以51勝31敗的成績，東區第3種子的身分前進季後賽，對上第6種子的布魯克林籃網，系列賽4比1連2年晉級第2輪，對手將是稍早晉級的暴龍。
安比德雖帶著左膝傷勢上陣，76人在東區第二輪首戰卻擋不下暴龍隊球星雷納德，雷納德上半場就轟下27分，全場貢獻生涯季後賽新高45分，以95：108首戰落敗。安比德和哈里斯上半場各有12分，但安比德13投僅4中，全場18投5中拿16分、8籃板，效率遠不及23投16中，轟下45分外帶11籃板的雷納德。76人先發得分都達兩位數，以射手瑞迪克17分最佳。
系列賽首戰狂轟個人新高45分，雷納德於第二戰遭76人隊重兵看守，雖仍有35分貢獻但孤掌難撐，76人在巴特勒30分、11籃板領軍下，以94：89扳成一平。
第三戰，76人在先發五人得分上雙、團隊多點開花攻勢下，其中安比德繳出33分、10籃板「雙十」表現，在主場以116：95輕取暴龍隊，取得二勝一負的領先。
第四戰，儘管76人以巴特勒29分、11籃板最佳，瑞迪克挹注19分，恩比德此役命中率不佳，7投2中僅得11分，另有8籃板和7助攻，最終以96：101敗給暴龍，將系列賽扳平至2：2平手。
76人同樣以巴特勒的22分7助攻表現最佳，但雙星安比德與西蒙斯仍未擺脫得分荒，合計僅拿下20分卻發生高達13次失誤，而76人在整場比賽僅命中6顆三分球，與暴龍的三分球出手40次命中16球相較有很大的落差。終場就以89：125被暴龍痛宰，系列賽2：3被聽牌劣勢。
76人於第六戰靠著巴特勒繳出25分、6籃板、8助攻領軍，加上團隊多點開花攻勢下，以112：101擊敗對手，成功將戰線逼至「搶七」大戰。然而到了第七戰，最後階段被雷納德在底角投進壓哨球，76人以90：92兩分飲恨無緣分區冠軍戰。

##### 2019-20賽季
2019年7月1日，76人以4年1.09億美元簽下明星大前鋒艾爾·霍福德；並與托比亚斯·哈里斯簽下五年頂薪，確定四巨頭陣容。7月2日，吉米·巴特勒以先簽後換的方式前進熱火，76人則得到喬許·理查森。
76人第一輪的對手是第3種子同組死對頭塞爾提克。76人遭到直落四橫掃結束賽季，也是第一輪從2003年改成七戰四勝制以來首度被塞爾提克橫掃。
2020年8月24日，總教練布朗季后賽第一輪被波士頓凱爾特人橫掃淘汰後被76人隊解僱。

##### 2020–21賽季
2020年10月1日，76人隊聘請道格·里弗斯作為新主教練，取代布雷特·布朗。至於球隊總裁部分確定由前休士頓火箭總經理达雷尔·莫雷接任。2020-2021年賽季，76人繼2000-2001年賽季來再度搶下大西洋賽區冠軍和東區第1種子。
季後賽東區首輪賽事，費城76人與華盛頓巫師的第一戰，76人前鋒哈里斯勇奪個人季後賽生涯新高37分，幫助球隊以125比118拿下系列賽首勝。
第2戰，防守見長的76人找回堅壁清野本業，讓巫師整體命中率僅4成，三分球更是22投只中2，終場就以120比95輕鬆再下一城，系列賽取得2比0領先。
76人在第3戰挾著先發球員的出色發揮，從比賽開始就一路領先，並且早早就拉開比分差距，在客場以132比103輕鬆大勝巫師，系列賽3連勝聽牌。
第4戰恩比德傷退，雖然哈里斯21分、13籃板表現最佳，B.西蒙斯陷入犯規麻煩，今關鍵時刻罰球還成為最大致命傷，全場11罰5中，拿13分、12籃板，最終以114：122輸給巫師，系列賽還是取得3：1領先。
當家中鋒恩比德因膝傷缺席第5戰，不過76人其他球員挺身而出，團隊6人得分超過雙位數，其中小柯瑞和哈里斯合力拿下58分，幫助球隊在下半場逐漸拉開比分，最終是以129比112輕取巫師。76人以4勝1敗淘汰巫師，晉級第二輪。
第二輪第1戰，一度落後多達26分的76人，終場前10.5秒追到只以124比126落後2分，不過老鷹得分後衛波格丹諾維奇隨後2罰全中，76人反撲無功，以124比128輸給老鷹。
儘管上半場76人板凳球員得分和老鷹相比是0比32，但第三節尾聲到第四節初，這群替補球員卻是發動一波14比0的猛攻，一舉擴大領先分差，奠定勝利基礎。搭配到安比德狂飆生涯季後賽新高40分，76人以118比102扳回一城，系列賽雙方戰成1比1平手。
對老鷹系列賽第4戰下半場崩盤讓對手扳平戰局，76人回到自家主場，原本前3節打得風生水起，沒想到末節竟然遭遇滑鐵盧，讓老鷹克服全場一度多達26分落後，以106比109又遭到大逆轉，反倒以2比3陷入被聽牌。
第3戰，76人展現流暢團隊火力，第3節就領先來到20分之多，在恩比德27分、9籃板、8助攻強勢領軍下，哈里斯也貢獻22分、8籃板、5助攻帶動下，76人12人上場都有得分紀錄，最終就以127比111大勝，系列賽取得2比1領先。
上半場一度領先18分的76人，在下半場進攻狀態欠佳，命中率僅有32.4%，兩節一共只得到38分，在客場以100比103遭到老鷹逆轉，將系列賽又扳成2比2平手，前3戰一共獲得47次罰球機會的安比德，這場比賽進攻手感低迷，20投僅4中，加上8罰全中，得到17分21籃板4助攻；哈里斯拿到20分5籃板2助攻，小柯瑞10投7中獲得17分，西蒙斯11分12籃板9助攻2阻攻。柯爾克瑪茲10分，哈沃德7分10籃板。

##### 2021–22賽季:交易來哈登
2022年2月11日，布魯克林籃網將哈登連同保罗·米尔萨普交易至費城76人，換回本·西蒙斯、安德烈·卓蒙德、塞斯·柯瑞以及兩支未來首輪籤，最終以51勝31敗無緣蟬聯大西洋賽區冠軍，在東區季後賽首輪與多倫多暴龍交手，首戰費城76人在主場靠著21歲小將馬克西得到生涯新高的38分，最終以131:111大勝對手，率先拿下第一場比賽的勝利。
繼首戰碾壓暴龍後，76人在第2戰持續攻守兩端的強勢表現，在先發5人得分均達雙位數的加持下，半場結束已經拉開15分差領先優勢，全場最多贏到29分，最終以112比97收下主場2連勝。
季後賽前次來訪多倫多是2019年2輪第7戰，當時敗在雷納德絕殺三分，安比德還落下男兒淚。他如今事隔3年完成救贖，延長倒數0.8秒命中致勝三分，讓76人以104比101獲勝取得3比0聽牌優勢。
東部季後賽首輪G4，3連勝的76人只差一勝就能晉級第二輪，76人當家中鋒恩比德雖受右手拇指韌帶撕裂傷影響，仍包辦21分、8籃板；哈登拿到22分、9助攻、5籃板、3火鍋，但17投5中的命中率欠佳，終場102：110敗給暴龍。
第5戰只差一勝晉級第二輪的76人。整場比賽被暴龍壓制對手命中率不足4成，雖然恩比德，15投7中拿下20分11籃板4助攻，哈登11投4中得到15分7助攻，出現5次失誤。哈里斯16分7籃板4助攻，格林14分，馬克西14投僅5中，獲得12分4助攻，仍以88比103輸給暴龍，3連勝後連輸2場，將系列賽回到多倫多。
生涯曾多次領軍在季後賽被逆轉的76人總教練「老河流」李佛斯，終於沒再被逆轉，76人在恩比德砍33分領軍下，以132比97大勝暴龍，在系列戰以4勝2敗晉級第2輪，將和東區第1種子邁阿密熱火對決，最終系列賽2:4不敵對手，無緣東部決賽。

#### 2022–23賽季
2023年3月20日，費城76人在延長賽以101比105輸給芝加哥公牛，在21日靠著克里夫蘭騎士以115比109擊敗布魯克林籃網，確定連續六年晉級季後賽，最終以第三種子季後賽首輪與布魯克林籃網交手，NBA季後賽東區第一輪，費城76人隊在系列賽完成首輪4戰全勝橫掃，成為第1支晉級季後賽第2輪球隊。
季後賽第二輪開打，東區由波士頓塞爾提克對戰費城76人，首戰的哈登表現有如神助，全場飆出7枚三分、拿下45分6助攻2抄截；與塔圖姆的39分11籃板5助攻一樣精彩。最終兩隊在激烈交手後，76人以119比115打敗塞爾提克，率先在季後賽第二輪拿下一勝。
安比德昨天獲選2022-23年賽季MVP，今天76人持續作客塞爾蒂克主場，挑戰系列賽二連勝。安比德雖在防守端表現亮眼，但隊友外線狀態不如首戰，第三節被對手一波流帶走。終場76人以87比121慘敗給塞爾提克，系列賽扳成1：1平手。
帶著傷勢繼續上場拚戰的安比德雖然繳出30分13籃板3助攻4阻攻的成績，仍顯得有心無力，至於哈登更是持續低迷，全場14投僅3中，得到16分11助攻6籃板，出現5次失誤陣中雙星狀態如此，其他人也沒有辦法有效給予支援，面對綠衫軍穩定的攻防輸出，76人最終仍是無法順利捍衛家園，以102比114落敗。輸掉首戰的塞爾蒂克先是大勝追平，如今又狠狠控制住比賽局勢，系列賽取得2勝1敗領先。
第4戰，費城76人靠著哈登爆發砍下42分9助攻8籃板、個人在本系列賽第2場破40分的比賽，終場球隊以116:115在延長賽贏球，系列賽扳成2-2平手。
第5戰，回到波士頓主場的綠衫軍投籃命中率不到4成，其中長人霍福特（Al Horford）三分球7投0中；反觀76人安比德、馬克西（Tyrese Maxey）分別拿下33分、30分，終場以115：101大勝塞爾蒂克，系列賽3：2領先。
前2節塞爾蒂克Jaylen Brown、Marcus Smart聯手得到26分，而Malcolm Brogdon替補也有13分的貢獻，反觀76人哈登及Tobias Harris手感冰冷，兩人合計17投僅4中得到8分，其中哈登還出現了4次失誤，讓綠衫軍上半場就以50比43領先比數。
第3節哈登利用自身能力吸引到對手後多次送助攻給隊友得分，並在恩比德及Tyrese Maxey攜手之下於4分37秒取得領先，該節76人也以73比71取得優勢，末節前段雙方陷入膠著狀態，但在比賽後段整場手感低迷的Jayson Tatum挺身而出，用4顆外線帶動球隊攻勢，幫助塞爾蒂克取得11分領先，後續76人也無力反擊，最終就以86比95敗給塞爾提克，並將系列賽扳成3比3平手。
亟欲打破魔咒的七六人，開賽祭出強悍防守，首節只丟掉23分，取得6分領先；次節則一度拉開差距達9分，但比賽中段塞爾提克復甦，一波9：0的攻勢扳平戰局，Jayson Tatum在32.1秒後側步投進三分球，半場塞爾提克55：52領先。
塞爾提克頭號球星Jayson Tatum火力全開，上半場出賽21分鐘，16投9中，狂砍25分，外加7籃板和4助攻。
七六人雙星哈登和安比德手感低迷，哈登出手8次命中2球，三分球3投0中，僅拿下6分；恩比德則是12投4中，攻下13分，但只有抓下1籃板。
第三節戰況丕變，七六人進攻當機，比賽進行了超過10分鐘，教練團連喊了3個暫停也喚不醒，全隊只拿下6分，地主綠衫軍攻勢大爆發，一波28：6的猛攻，將分差拉大到28分，而Jayson Tatum單節就攻下17分，一人比下七六人全隊，而前三節打完Tatum已經攻下42分。
兵敗如山倒的七六人在第四節仍一路挨打，終場前3分52秒，塞爾提克Jaylen Brown投進三分球，差距已達到30分，雙方陸續將主力換下勝負底定，終場88：112在第七戰輸球，2023年5月16日，費城76人決定開除道格·里弗斯。
2023年5月17日，根據阿德里安·沃納羅斯基的消息，諾斯確定遭到多倫多暴龍解雇。同年6月，76人延攬尼克·諾斯為新任總教練。

#### 2023–24賽季:傷病困擾，止步季後賽首輪
76人例行賽最終成績為47勝35負，排名為東區第七，進入附加賽；在東區附加賽中，以105-104險勝邁阿密熱火，並以東區第七種子，晉級季後賽；季後賽首輪以2：4不敵東區第二種子紐約尼克，止步首輪。

## 历史上的著名球员

### 篮球名人堂
- #2 摩西·馬龍（Moses Malone）
- #3 艾倫·艾佛森（Allen Iverson）
- #4 多爾夫·謝伊斯（Dolph Schyaes）
- #4 克里斯·韋伯(Chris Webber)
- #6  朱利葉斯·歐文（Julius Erving）
- #10 莫里斯·奇克斯（Maurice Cheeks）
- #13 威爾特·張伯倫（Wilt Chamberlain）
- #15 豪爾·格里爾（Hal Greer）
- #16 巴里·霍威爾（Bailey Howell）
- #24 博比·瓊斯（Bobby Jones）
- #32 比利·康寧漢（Billy Cunningham）
- #34 查爾斯·巴克利（Charles Barkley）
- 拉里·布朗 (教練)
- 艾爾·洛伊德 (捐助人)

## 退休球衣号码
| 费城76人 退役球衣号码球员 |               |           |                      |
| 背號                      | 球员          | 位置      | 時間                 |
| 2                         | 摩西·馬龍     | 前鋒      | 1982-1986, 1993-1994 |
| 3                         | 艾倫·艾佛森   | 後衛      | 1996-2006, 2009-2010 |
| 4                         | 多爾夫·謝伊斯 | 前鋒      | 1949-1964            |
| 6                         | 朱利叶斯·欧文 | 前鋒      | 1976–87              |
| 10                        | 莫里斯·奇克斯 | 後衛 教練 | 1978–89 2005–08      |
| 13                        | 威尔特·張伯倫 | 中鋒      | 1965–68              |
| 15                        | 豪尔·格里尔   | 後衛      | 1958–73              |
| 24                        | 鲍比·琼斯     | 前鋒      | 1978–86              |
| 32                        | 比利·康宁汉   | 前鋒 教練 | 1965–76 1977–85      |
| 34                        | 查尔斯·巴克利 | 前鋒      | 1984–92              |
| (Microphone)              | 戴夫·金科夫   | -         | 1963–1985            |

## 外部連結
- 官方網站 （页面存档备份，存于）（英文）